# ハインリヒ・グスタフ・ホトー
ハインリヒ・グスタフ・ホトー（Heinrich Gustav Hotho, 1802年5月22日 - 1873年12月24日）は、ドイツの美術史家、美学者。ヘーゲル哲学の美学における功労者である。ヘーゲル右派の一人として知られる。ベルリン大学教授。
ヘーゲル哲学を基礎に、生と芸術との和解、各美術品の特徴を時代様式と照らし合わせて、美術史の総体的把握を行った。彼の主著『生と芸術のための予備的研究』(1835年)は、美術史のみならず、ヘーゲル哲学の研究の際にも、重要な研究書として知られている。また、ヘーゲル全集の「美学」の編纂も行った。他に『ドイツとオランダの絵画の歴史』がある。